# Copiii căpitanului Grant (film din 1962)

Copiii căpitanului Grant  (In Search of the Castaways) este un film SF american din 1962 regizat de Robert Stevenson. În rolurile principale joacă actorii Hayley Mills, Maurice Chevalier, George Sanders și Wilfrid Hyde-White. Scenariul este realizat de Lowell S. Hawley după romanul Copiii căpitanului Grant de Jules Verne.

## Rezumat
În 1886, nava căpitanului John Grant (Jack Gwillim), Brittania, care naviga în apele din Sud, a dispărut și este probabil ca echipajul împreună cu căpitanul să fie morți. Până la ziua în care Jacques Paganel (Maurice Chevalier), profesor de franceză, a găsit o sticlă aruncată în mare, cu un mesaj din partea căpitanului Grant care preciza o latitudine.
Dl. Paganel a mers apoi la Glasgow cu Maria (Hayley Mills) și Robert, copiii căpitanului. Datorită lui și mesajului găsit în sticlă, copiii sunt în stare să-l convingă pe căpitan Lord Glenarvan să facă cercetări suplimentare pentru a-l găsi pe tatăl lor. Ei vor trăi mai multe aventuri prin munții și câmpiile din America de Sud și cad prizonieri la Maori din Noua Zeelandă, înainte de a intra într-un incident privind traficul de arme în care era implicat Ayerton Thomas (George Sanders), un fost membru al echipajului navei Brittania, Maori... și căpitanul Grant însuși.

## Actori
- Hayley Mills este Mary Grant
- Maurice Chevalier este Jacques Paganel
- George Sanders este Thomas Ayerton
- Wilfrid Hyde-White este Lord Glenarvan
- Michael Anderson, Jr. este John Glenarvan
- Antonio Cifariello este Thalcave, căpetenie indiană
- Keith Hamshere este Robert Grant
- Wilfrid Brambell este Bill Gaye
- Jack Gwillim este Captain Grant
- Inia Te Wiata este Șeful Maurilor